# Giovanni II del Palatinato-Zweibrücken
Giovanni II del Palatinato-Zweibrücken (Bad Bergzabern, 26 marzo 1584 – Metz, 9 agosto 1635) era figlio di Giovanni I del Palatinato-Zweibrücken e di Maddalena di Jülich-Kleve-Berg.

## Biografia
Giovanni II del Palatinato-Zweibrücken o Giovanni II il giovane (in tedesco Johann II. der Jüngere) fu Duca di Zweibrücken dal 1604 fino al 1635.
Giovanni II nacque a Bergzabern nel 1584, figlio maggiore del Conte Palatino Giovanni I e sua moglie Maddalena. Succedette a suo padre nel 1604. Nel 1606 acquisisce la Contea di Bischwiller in Alsazia.
Come inviato del principe elettore protestante, fu inviato nel 1610 in Francia alle cerimonie funebri dopo l'assassinio del re Enrico IV di Francia.
Dal 1610 sino al 1612 fu il custode di Federico V Elettore Palatino. In questa funzione egli fu per breve tempo il delegato dell'imperatore Rodolfo II nel 1612, e in questa veste ha coniato monete con l'aquila imperiale bicipite sul retro.
Giovanni II fonda a Zweibrücken una chiesa riformata francese.
Durante la guerra dei trent'anni e dopo la dissoluzione dell'Unione Evangelica nel 1621, perse non solo le terre e le rendite, ma nel 1628 anche l'Abbazia di Hornbach all'imperatore. Nel 1634 si unì alla Lega di Heilbronn. Il 13 giugno 1635 Giovanni II dovette fuggire con la sua famiglia prima dell'arrivo delle truppe imperiali del conte Gallas a Metz, mentre il suo ducato veniva devastato. Egli morì poco dopo la sua fuga a Metz e i suoi resti poterono essere trasferiti solo nel 1646 nella Chiesa di Alexander a Zweibrücken.

## Famiglia e discendenza
Giovanni II il giovane è stato sposato due volte. La sua prima moglie, Catherine di Rohan, sposata il 26 agosto 1604, a Blain in Bretagna, figlia di Renato II di Rohan, Visconte di Rohan, e Conte di Porhoët. Catherine era una sorella del capo ugonotto, Enrico II di Rohan. Da questo matrimonio ebbe una figlia:
1. Maddalena Caterina (26 aprile 1607 - 20 gennaio 1648), che sposò nel 1630 il Duca e Conte Palatino di Birkenfeld, Cristiano I di Birkenfeld-Bischweiler (1598–1654)

Sposa la sua seconda moglie il 13 maggio 1612 a Heidelberg, Luisa Giuliana del Palatinato (16 luglio 1594 - 28 aprile 1640), figlia di Federico IV Elettore Palatino, con la quale ebbe sette figli:
1. Elisabetta Luisa Giuliana (16 luglio 1613 - 29 marzo 1667), badessa di Herford
2. Caterina Elisabetta Carlotta (11 gennaio 1615 - 21 marzo 1651), che sposò nel 1631 il Duca e Conte Palatino Volfango Guglielmo del Palatinato-Neuburg (1578-1653)
3. Federico, Conte Palatino di Zweibrücken-Veldenz (5 aprile 1616 - 9 luglio 1661)
4. Anna Sibilla del Palatinato (20 luglio 1617 - 9 novembre 1641)
5. Giovanni Ludovico del Palatinato (22 luglio 1619 - 15 ottobre 1647)
6. Giuliana Maddalena del Palatinato (23 aprile 1621 - 25 marzo 1672), che sposa nel:∞ 1645 il Conte Palatino e Duca di Landsberg e Zweibrücken Federico Luigi del Palatinato-Zweibrücken (1619-1681)
7. Maria Amalia (19 ottobre 1622 - 11 giugno 1641)

## Ascendenza
|                                        |                       |                                    | Genitori                          |  |  | Nonni |  |  | Bisnonni                            |  |  | Trisnonni                             |  |
|                                        |                       |                                    |                                   |  |  |       |  |  | Luigi II del Palatinato-Zweibrücken |  |  | Alessandro del Palatinato-Zweibrücken |  |
|                                        |                       |                                    |                                   |  |  |       |  |  | Luigi II del Palatinato-Zweibrücken |  |  | Alessandro del Palatinato-Zweibrücken |  |
|                                        |                       | Margherita di Hohenlohe-Neuenstein |                                   |  |  |       |  |  | Luigi II del Palatinato-Zweibrücken |  |  |                                       |  |
| Volfango del Palatinato-Zweibrücken    |                       |                                    |                                   |  |  |       |  |  | Luigi II del Palatinato-Zweibrücken |  |  |                                       |  |
|                                        |                       | Elisabetta d'Assia                 | Guglielmo I d'Assia               |  |  |       |  |  |                                     |  |  |                                       |  |
|                                        |                       | Elisabetta d'Assia                 | Guglielmo I d'Assia               |  |  |       |  |  |                                     |  |  |                                       |  |
|                                        |                       | Elisabetta d'Assia                 | Anna di Braunschweig-Wolfenbüttel |  |  |       |  |  |                                     |  |  |                                       |  |
| Giovanni I del Palatinato-Zweibrücken  |                       | Elisabetta d'Assia                 |                                   |  |  |       |  |  |                                     |  |  |                                       |  |
|                                        |                       | Filippo I d'Assia                  | Guglielmo II d'Assia              |  |  |       |  |  |                                     |  |  |                                       |  |
|                                        |                       | Filippo I d'Assia                  | Guglielmo II d'Assia              |  |  |       |  |  |                                     |  |  |                                       |  |
|                                        |                       | Filippo I d'Assia                  | Anna di Meclemburgo-Schwerin      |  |  |       |  |  |                                     |  |  |                                       |  |
| Anna d'Assia                           |                       | Filippo I d'Assia                  |                                   |  |  |       |  |  |                                     |  |  |                                       |  |
|                                        |                       | Cristina di Sassonia               | Giorgio di Sassonia               |  |  |       |  |  |                                     |  |  |                                       |  |
|                                        |                       | Cristina di Sassonia               | Giorgio di Sassonia               |  |  |       |  |  |                                     |  |  |                                       |  |
|                                        |                       | Cristina di Sassonia               | Barbara Jagellona                 |  |  |       |  |  |                                     |  |  |                                       |  |
| Giovanni II del Palatinato-Zweibrücken |                       | Cristina di Sassonia               |                                   |  |  |       |  |  |                                     |  |  |                                       |  |
|                                        | Giovanni III di Kleve | Giovanni II di Kleve               |                                   |  |  |       |  |  |                                     |  |  |                                       |  |
|                                        | Giovanni III di Kleve | Giovanni II di Kleve               |                                   |  |  |       |  |  |                                     |  |  |                                       |  |
|                                        | Giovanni III di Kleve | Matilde d'Assia                    |                                   |  |  |       |  |  |                                     |  |  |                                       |  |
| Guglielmo di Jülich-Kleve-Berg         | Giovanni III di Kleve |                                    |                                   |  |  |       |  |  |                                     |  |  |                                       |  |
|                                        |                       | Maria di Jülich-Berg               | Guglielmo di Jülich-Berg          |  |  |       |  |  |                                     |  |  |                                       |  |
|                                        |                       | Maria di Jülich-Berg               | Guglielmo di Jülich-Berg          |  |  |       |  |  |                                     |  |  |                                       |  |
|                                        |                       | Maria di Jülich-Berg               | Sibilla di Hohenzollern           |  |  |       |  |  |                                     |  |  |                                       |  |
| Maddalena di Jülich-Kleve-Berg         |                       | Maria di Jülich-Berg               |                                   |  |  |       |  |  |                                     |  |  |                                       |  |
|                                        |                       | Ferdinando I d'Asburgo             | Filippo I d'Asburgo               |  |  |       |  |  |                                     |  |  |                                       |  |
|                                        |                       | Ferdinando I d'Asburgo             | Filippo I d'Asburgo               |  |  |       |  |  |                                     |  |  |                                       |  |
|                                        |                       | Ferdinando I d'Asburgo             | Giovanna di Castiglia             |  |  |       |  |  |                                     |  |  |                                       |  |
| Maria d'Austria                        |                       | Ferdinando I d'Asburgo             |                                   |  |  |       |  |  |                                     |  |  |                                       |  |
|                                        |                       | Anna Jagellone                     | Ladislao II d'Ungheria            |  |  |       |  |  |                                     |  |  |                                       |  |
|                                        |                       | Anna Jagellone                     | Ladislao II d'Ungheria            |  |  |       |  |  |                                     |  |  |                                       |  |
|                                        |                       | Anna Jagellone                     | Anna di Foix-Candale              |  |  |       |  |  |                                     |  |  |                                       |  |
|                                        |                       | Anna Jagellone                     |                                   |  |  |       |  |  |                                     |  |  |                                       |  |